# Глория Хоуп
Глория Хоуп (англ. Gloria Hope; 9 ноября 1901 или 9 ноября 1899, Питтсбург, Пенсильвания — 29 октября 1976, Пасадина, Калифорния) — американская актриса эпохи немого кино.

## Жизнь и карьера
Родилась под именем Олив Фрэнсис в 1901 году, в Питтсбурге, в штате Пенсильвания. Получила образование в школе Ньюарка, в Нью-Джерси. Снималась в фильмах Томаса Инса, имея контракт с такими кинокомпаниями как, Triangle, Artcraft, Ince Paramount, Paralta, Universal и Goldwyn. Naughty, Naughty, The Gay Lord Quex, Burglar by Proxy, The Hushed Hour, The Great Love и Outcasts of Poker Flat — одни из немногих фильмов, где Глория снялась в 1920 году. Сообщалось, что Хоуп была ростом 5 футов 2 дюйма (1, 57 м), весила 106 фунтов (48 кг), имела светлый цвет кожи, каштановые волосы и голубые глаза.
С 1917 по 1926 годы снялась в тридцати фильмах, после чего оставила кинобизнес в возрасте 25 лет, чтобы уделять время своим детям.
В 1918 году снялась вместе с Уильямом Гарвудом в фильме The Guilty Man. В 1922 году вместе с Мэри Пикфорд и Ллойдом Хьюзем снялась в фильме Tess of the Storm Country.
30 июня 1921 года вышла замуж за Ллойда Хьюза. Они имели детей; Дональда и Изабель.
Скончалась в Пасадине, в штате Калифорния.
Похоронена на кладбище «Форест-Лаун», в Глендейле, рядом со своим мужем.

## Фильмография

### 1920-е
- Sandy (1926) …. Джудит Мур
- That Devil Quemado (1925) …. Джоанна Тетчер
- Tess of the Storm Country (1922) …. Теола Грейвс
- Trouble (1922) …. Миссис Ли, жена Пламбера
- The Grim Comedian (1921) …. Дороти
- Courage (1921) …. Ив Хемиш
- Colorado (1921) …. Китти Дойл
- Prairie Trails (1920) …. Элис Эдникотт
- The Texan (1920) …. Элис Маркум
- Seeds of Vengeance (1920) …. Мэри Реддин
- The Desperate Hero (1920) …. Мейбл Дарроу
- The Third Woman (1920) …. Марселль Рили

### 1910-е
- Too Much Johnson (1919) …. Леонора Феддиш
- The Gay Lord Quex (1919) …. Мюрель Эден
- Rider of the Law (1919) …. Бетти
- Burglar by Proxy (1919) …. Дороти Мэйсон
- The Outcasts of Poker Flat (1919) …. Рут Уотсон/Софи, девушка
- Bill Apperson’s Boy (1919) …. Марта Яртон
- The Hushed Hour (1919) …. Энни Вирдж
- The Heart of Rachael (1918) …. Мэгси Клэй
- The Law of the North[англ.] (1918) …. Вирджини де Мольткам
- The Great Love (1918) …. Джесси Лоуэлл
- $5,000 Reward (1918) …. Маргарет Хемсли
- Free and Equal (1918) …. Маргарет Лоуэлл
- Naughty, Naughty! (1918) …. Джудит Холмс
- The Guilty Man[англ.] (1918) …. Клоудин Флембон
- Time Locks and Diamonds (1917) …. Марджори Фаррелл